# Neochauliodes indicus
Neochauliodes indicus är en insektsart som först beskrevs av Van der Weele 1907.  Neochauliodes indicus ingår i släktet Neochauliodes och familjen Corydalidae. Inga underarter finns listade i Catalogue of Life.